# Тунелька
Тунелька — река в России, протекает по территории Красноселькупского района Ямало-Ненецкого автономного округа. Устье реки находится в 159 км по правому берегу реки Покалькы на высоте 81 метр над уровнем моря. Длина реки составляет 40 км. Основные притоки — Мегенъихол, впадающая в 9 километрах от устья по правому берегу и река Тунелькы-Ягарт, впадающая справа в 5 километрах от устья. Верховья реки заболочены.

## Данные водного реестра
По данным государственного водного реестра России относится к Нижнеобскому бассейновому округу, водохозяйственный участок реки — Таз. Речной бассейн реки — Таз.
Код объекта в государственном водном реестре — 15050000112115300064379.